# エヴァンス事件
エヴァンス事件（エヴァンスじけん、英語: Evans Case）は、1949年にイギリスのロンドンで起こった冤罪事件。イギリスの死刑制度廃止の発端となった。
ティモシー・ジョン・エヴァンス（Timothy John Evans）は、ロンドンのノッティング・ヒル、リリントン・プレース（Rillington Place）の自宅で妻と幼い娘を殺害したとして起訴された。1950年1月、公判に付され、娘の殺害で絞首刑の判決を言い渡され、処刑された。
エヴァンスは、公判中に階下の住人であるジョン・クリスティ（John Christie）が真犯人であると訴え続けていた。エヴァンスの死刑執行から3年後、クリスティが、その集合住宅で他の多くの女性を殺害した連続殺人犯であることが判明した。クリスティは、死刑執行前にエヴァンス夫人の殺害を自白し、1966年の公式な調査により、クリスティはエヴァンスの娘も殺害したと結論づけられた。エヴァンスは冤罪の可能性が高かったとして、死後恩赦が認められた。
この冤罪事件は大変な物議をかもし、司法の大きな失態と認められている。デレック・ベントリー（Derek Bentley）やルース・エリス（Ruth Ellis）とともに、1965年の大英帝国における死刑廃止に大きな影響を与えた。

## エヴァンスの前半生
エヴァンスは、 1924年11月20日サウス・ウェールズのマーサー・ティドビル（Merthyr Tydfil）で産まれた。
1950年3月9日死去。
実父はエヴァンスの誕生の直前、1924年に家族を捨て失踪している。
エヴァンスには姉アイリーン（Eileen）と、1929年に母が再婚したとき生まれた異父妹モーリーン（Maureen）がいる。
幼少期、エヴァンスは言語障害があり、学校で苦労した。
彼が8歳のとき事故に遭い、続いてエヴァンスは右足に、疣状皮膚結核にかかり、完治しなかった。しかし、その治療にかなりの時間、学校を休まざるを得ず、さらに彼の教育をおくらせた。成人後も読解力が低く、複雑な書類などは人に読んでもらう必要があった。但し、漫画や新聞のサッカー記事、給与明細や領収書などの簡単な文章なら読むことができた。
。
エヴァンスはクリスティ同様、サッカーチームのクイーンズパークレンジャーのファンだった。また、自己顕示のために作り話をする傾向があり、それが警察や裁判所から信憑性を疑われる要因となった。 。
1935年、母と義父はロンドンに移り、エヴァンスは通学しながら外壁塗装工として働いた。
彼は1937年にマーサー・ティドビルに戻り、炭鉱労働者として働いたが、絶えず彼を悩ませ続ける右足の病気により、短期間で辞めざるを得なかった。
1939年、彼はロンドンに戻って母と同居し、1946年、彼らはノッティング・ヒルのセント・マークス・ロード（St Mark's Road）に移った。
ここは彼の結婚後の住まいとなるリリントン・プレース10番地から徒歩2分あまりの場所だった。

## エヴァンスの結婚生活
1947年9月20日、エヴァンスはベリル・スザンナ・ソアリー（Beryl Susanna Thorley）と結婚したが、彼は友人を介して彼女と会った。
彼らは最初、セント・マークス・ロードのエヴァンスの家族と同居したが、1948年前半、ベリルが妊娠していることが判り、子供と住む彼ら自身の住まいを探すことに決めた。
1948年イースターに、夫婦はノッティング・ヒルのラドブローク・グローヴ（Ladbroke Grove）地区のリリントン・プレース10番地の最上階のフラットに移った。
地階のフラットの隣人たちは、郵便局員で元特別警察官のジョン・クリスティと、その妻エセル・クリスティ（Ethel Christie）であった。
エヴァンスの知らないことに、クリスティはまた、エヴァンスの到着のまえに地所で2人の女性をすでに殺害した連続殺人犯であったし、彼はつぎに、次の5年間で妻にくわえて少なくともさらに3人の女性を殺害することになる。
ティモシーとベリルの娘であるジェラルディン（Geraldine）は、1948年10月10日に生まれた。
その結婚は、家事の切り盛りが下手なベリルによって激化する、怒りから生じる言い争いによって特徴づけられた。
しかしながら、ティモシーも、アルコール飲料に賃金を浪費し、その時の大酒は、すでに短気であるのを激化させた。 
ティモシーとベリルとのあいだの論争は、隣人らに聞かれるほど大きく、ふたりのあいだの物理的暴力はいくたびか目撃された。
1949年後半、ベリルはティモシーに、第2子を妊娠していることを明らかにした。
すでに一家の家計は苦しかったために、ベリルは妊娠中絶を決心した。
ややしぶったのち、エヴァンスはこの行動方針に同意した。

## エヴァンスの逮捕につながる諸事件
数週間後、1949年11月30日、エヴァンスは、マーサー・ティドビルの警察に、妻が不審な状況で死亡したと通報した。
彼の最初の告白では、胎児を流産させるために人からもらった瓶の中身を飲ませたら死んでしまったので、リリントン・プレース10番地の外にある下水道に死体を遺棄したという。
彼は、ジェラルディン（Geraldine）の面倒を見てもらえるよう手筈を整えたのち、自分はウェールズに向かったと警察に語った。
しかしながら警察が外の下水道を調べたとき、何も見つからなかったし、さらに、マンホールの蓋を外すのに警官3人の力を要した。
再質問のとき、エヴァンスは話を変え、クリスティがベリルに妊娠中絶を行なうことを申し出たと言った。
エヴァンスは妻と論議したのち、ふたりはクリスティの申し出に応じることで合意した。
11月8日、エヴァンスが帰宅すると、クリスティから妊娠中絶はうまくゆかず、ベリルは死亡したと知らされた。
クリスティは、自分が死体を処分し（当時、英国では妊娠中絶は違法であった）、イースト・アクトン（East Acton）出身の夫婦にジェラルディンの面倒を見てもらえるよう手筈を整えるつもりだと言った。
彼はエヴァンスに、その間、ロンドンを離れているように言った。
11月14日、エヴァンスは親戚の家に滞在するためにウェールズにむけて発った。
エヴァンスはのちにリリントン・プレース10番地に戻って、ジェラルディンに会わせてほしいと求めたが、クリスティは会わせてくれようとしなかったと証言した。
エヴァンスの2つめの供述に応じて、警察は、リリントン・プレース10番地の初動捜索をおこなったが、ヒトの大腿骨がごく小さい庭（ほぼ、長さ16フィート、幅14フィート）の柵の支えとして使われていた以外に有罪を証明する証拠を見つけることができなかった。
続いて12月2日により徹底的な捜索を行い、警察は裏庭に設置された洗濯所のなかで、テーブルクロスに包まれたベリル・エヴァンスの死体を見つけた。
施錠された洗濯所は、クリスティの妻が管理していたナイフを使わなければ中には入れないようになっていた。
しかしながら、重要なことには、ベリルの死体とともに、ジェラルディンの死体も見つかった--エヴァンスはどちらの供述においても自分が娘を殺害したことに言及していなかった。
ベリルとジェラルディンはともに絞殺されていた。
警察はさらに庭を調べたが、クリスティが過去に殺して浅い穴に埋めた二人の被害者の遺体は見つからなかった。実のところ、クリスティ飼い犬が被害者の一人、ミス・イーディ（Miss Eady）の頭蓋骨を掘り起こしてしまったので、近くにあった戦時中に空襲で破壊された建物の中に遺棄したのであった。この決定的証拠となるべき頭蓋骨は、のちに廃墟で遊んでいた子供たちによって発見されて警察に届けられたにもかかわらず、無視されてしまった。

エヴァンスは妻と子の死体から取られた衣服を見せられ、同時に両者ともに絞殺されたことを知らされた。
彼は、彼女らの死亡に責任があるかどうか訊ねられた。
エヴァンスの供述によれば、これが、彼が娘である赤子が殺害されたことを知らされた最初の機会であった。
これに対して、彼はどうやら「イエス、イエス」（yes,yes）と応じたらしい。
彼はどうやら、それから借金をめぐる議論のあいだにベリルを絞殺し、2日後にジェラルディンを絞殺し、その後ウェールズにむけて発ったと認めたらしい。
この告白とされるものは、警察の取調べのあいだにエヴァンスがおこなったたほかの否定的な供述とともに、以前は、彼の有罪の証拠として引用された。
しかしながら、ルードーヴィック・ケネディ（Ludovic Kennedy）は、有罪の自白は捜査官らによってでっち上げられ、エヴァンスに書き取られたことと、彼らは、被告人を精神的肉体的に不利になる、深夜早朝に取り調べ、彼はすでに高度に感情的な状態の男であったことを示した。
エヴァンスはまた法廷で、自分は警察によって暴力をふるううぞと脅迫されたと述べたし、彼らがエヴァンスに虚偽の自白を強要したということはありそうなことである。
警察の捜査は、リリントン・プレース10番地の裏庭のクリスティの初期の犠牲者の骨のような、鍵となる証拠を失うか無視することとともに、法廷的技術の欠如によって特徴づけられた。

## 公判と誤った死刑執行
1950年1月11日、エヴァンスは娘の殺害について公判に付された（当時の法的慣習に従って、刑事訴追はジェラルディンの殺害についてのみ進められた。
この殺人事件からの証拠は、ジェラルディンの殺害におけるエヴァンスの有罪を証明するために使用されることが許されていたけれども、ベリルの殺害は、すでにエヴァンスは正式に起訴されていたが、「ファイルに保管されて」（left on file）いた。
エヴァンスの代理は、マルコム・モリス（Malcolm Morris）であった。
彼は、事務弁護士との協議のあいだじゅう、クリスティが常に諸殺害の責任があると主張した。
これは、公判における被告人エヴァンスの防御の基礎であったし、エヴァンスは死刑執行までこれを真実として主張した。
その後の出来事は、エヴァンスの信念の正しさを確認するはずであった。
クリスティと彼の妻エセル（Ethel）は、検察側の鍵となる証人であった。
クリスティは、自分がベリルの未出産の子を妊娠中絶する申し出をしたということを否定し、エヴァンスと彼の妻とのあいだの喧嘩について詳しい証言をした。
被告人がわは、クリスティの犯罪記録に強い光を当てることによっていかに彼が殺人犯であるかを示そうとした。
クリスティには、窃盗罪と故意の傷害の、幾件かの有罪判決があった。
後者には、クリスティが女性の頭部をクリケットのバットで打ったことも含まれた。
しかし彼の見かけ上の改心は、陪審を印象づけた。
被告人がわも、なぜ、クリスティのような、立派な人物とされる人間が2人のひとを殺害したいと欲するか、その動機を見つけることはできなかったのにたいして、検察側は、エヴァンスの告白を、犠牲者らを殺したいと欲する、エヴァンスの動機として利用することができた。
エヴァンスには犯罪記録は無かった。
もし警察が庭を徹底的な捜索をして、クリスティの前の2人の犠牲者らの骨を見つけていたならば、公判はまったく行なわれなかったであろうし、連続殺人犯は殺人事件を起こさなかったであろう。
しかしながら、供述を矛盾させるというエヴァンスの評判は、彼の信用性を致命的に、ひそかに掘り崩した。
この評判は、いくつかの虚偽の告白を準備し、暴力をふるうぞと脅迫してエヴァンスにみずから罪に陥ることを強要して警察そのものによって作られた。
事件は大部分が、結局はエヴァンスの言葉対クリスティの言葉となり、公判の流れはエヴァンスにとって急に不利になった。
公判そのものは、わずか3日間、続いたにすぎず、多くの鍵となる証拠は省略され、または全く陪審に示されなかった。
裁判官は最初からエヴァンスに対して偏見を抱いていたし、裁判官が陪審に与える事件の要点と法律上の論点の説示には、弁護側に対して偏見があった。
彼は2日後に有罪と評決された--陪審はその決定に至るのにたった40分間を要した。
首席裁判官（Lord Chief Justice）、ロード・ゴダード（Lord Goddard）、フレデリック・セラーズ（Frederic Sellers）、およびトラヴァース・ハンフリーズ（Travers Humphreys）に申し立てられた上訴が却下されたのち、エヴァンスは、1950年3月9日、アルバート・ピアポイントと副執行人であるシド・ダーンリー（Syd Dernley）によって絞首刑に処せられた。
3年後にクリスティの諸殺害が露見したとき、エヴァンスの有罪判決の安全性はきびしく批判された。、
死刑執行にさきだつ警察の事情聴取と精神医学者と面談のあいだじゅう、クリスティは自分がベリル・エヴァンスの殺害に責任があることをいくたびか認めた。
もしこれらの告白が事実であるならば、ベリルに妊娠中絶しようという申し出を詳しく述べるエヴァンスの2回目の供述は、1949年11月8日にリリントン・プレースで起こった事件の事実版である。
ルードーヴィック・ケネディは、どのように殺人事件が起き、どこで疑わないベリルが、妊娠中絶をしてくれると期待してクリスティをアパートメントに入れ、しかしそのかわりに襲われ、それから絞殺されたかの、ひとつのあり得る再構築を提供した。
クリスティは、ことによると死後のベリルの身体と性的交渉をしたかもしれない（彼は、正確な細部を思い出せなかった）と主張したが、しかし彼女の検死解剖は、性的交渉の証拠を見出すことはできなかった。
ベリルの死亡を認めた告白において、クリスティは、自分がベリルに妊娠中絶を実行することに合意したということを否定した。
彼はかわりに、自分が彼女と肉体的に親密な間に彼女を絞殺したこと、あるいは彼女は自殺したがり、自分は彼女がそのようにするのを手伝ったということを、主張した。
ひとつの重要な事実がエヴァンスの公判において、提出されなかった：
幾人かの作業員は、エヴァンスが複数の死体を隠したと主張される幾日か前に、洗濯所で作業したとき、彼らはそこにそれらが無かったことを証言することをいとわなかった。
彼らは洗濯所に道具を保管し、その期間、屋根を修理した。
もし彼らの証言そのものがあれば、エヴァンスの告白と主張されるものの信憑性について疑念を生じさせたであろうが、作業員らは証言するように呼ばれなかった。
いやそれどころか、警察はふたたび作業員らにふたたび事情聴取をおこなって、彼らに、エヴァンスが単独殺人者であるという先入観に合うように証言を変えるように強いた。
殺人者クリスティであれば、ベリルとジェラルディンの死体を一時的に空いている1階のフラットに隠し、それから作業員らが終った4日後にそれらを洗濯所に移動させたであろうに。
クリスティは、1953年の自身の告白によれば、以前の、フウェルストとイーディの両者の殺害において同様の手口を使っていた。

## クリスティ
3年後、クリスティのフラットの新しい住人であるベレスフォード・ブラウン（Beresford Brown）は、3人の女性（キャスリーン・マロニー（Kathleen Maloney）、リタ・ネルソン（Rita Nelson）およびヘクトリナ・マクレナン（Hectorina Maclennan））の死体が、壁紙を貼ったキッチンのパントリーに隠されているのを見つけた。
更に捜索を進めたところ、新たな死体が掘り起こされた。キッチン正面の一室の床板の下から、クリスティの妻であるエセルの死体が見つかり、オーストラリア人の看護婦で軍需品業者のルース・フウェルスト及びクリスティの元同僚のミューリーエル・イーディ両人の死体は建物裏手の狭い庭の右手側に埋められていた。
クリスティは被害者の大腿骨の1本を庭の格子を支えるのに使用していたが、警察は初期の捜索において見落としていたのである。
クリスティは1953年3月31日に、パットニー・ブリッジの近くのエンバンクメント（Embankment）で逮捕され、4回にわたる取調べの間、ベリル・エヴァンスの殺害を告白した。
しかしながら、彼は決してジェラルディンの殺害は認めなかった。
彼は、フウェルストおよびイーディの殺害を、2人の死体を洗濯所に保管し、のちに庭の浅い墓に葬ったと言って、告白した。
ベリルとジェラルディン・エヴァンスの殺害の捜査において、2人の死体が、見つかったのは、その洗濯所においてであった。
クリスティは妻の殺害で有罪の評決をされ、1953年7月15日、3年前にエヴァンスに死刑を執行したアルバート・ピアポイントによって絞首刑に処せられた。
クリスティの犯罪は、エヴァンスの妻と娘の殺害における有罪にかんする疑念を生んだために、当時内務大臣であるデイヴィッド・マクスウェル・ファイフ（David Maxwell Fyfe）は、誤審の可能性を捜査するように調査を依頼した。
その長は、ポーツマスの市裁判官（Recorder）であるジョン・スコット・ヘンダーソン（John Scott Henderson）勅選弁護士（Queen's Counsel）であった。
調査は1週間、続いたし、その結果は、クリスティのベリル・エヴァンスの殺害の告白は、彼が発狂しているという自身の弁護を促進する文脈においてなされたから信じられないという説明とともに両者の殺害においてエヴァンスの有罪を支持した。
結論は、報道と公衆との両者から懐疑をこうむった：もしクリスティの告白が信じられないなら、なぜエヴァンスのそれは受け容れることができるのか？
調査は、致命的な証拠を無視したし、検察側の主張にたいして偏見を持っていた。
それは議会におけるより多くの質問につながり、特にジェフリー・ビング（Geoffrey Bing）、レジナルド・パジェット（Reginald Paget）、シドニー・シルヴァーマン（Sydney Silverman）、マイケル・フット（Michael Foot）その他の下院議員からであった。
論争は、結局はエヴァンスの無実の罪の証明と妻と娘の殺害の無実の宣言まで続くはずであった。
ベリル・エヴァンスの殺害は、エヴァンスとクリスティの公判のいずれにおいても決して主たる容疑ではなかった。
前者は娘の殺害のかどで訴えられ、後者はミセス・クリスティの殺害のかどで訴えられた。
したがってミセス・エヴァンスの殺害にかんする疑問は、公判がとくに関係したことではなかった。
クリスティがのちにスコット・ヘンダーソンの調査の主題であったとき、エヴァンスの母親の代理の事務弁護士によって起草された疑問は、関係があるとは見なされなかったし、スコット・ヘンダーソンは、求め得られれば決定する権利を留保した。

## エヴァンスの有罪判決をくつがえす運動
1955年、『ザ・オブザーヴァー』（The Observer）の編集者であるデヴィッド・アスター（David Astor）、『ザ・スペクテーター』の編集者である、『ザ・ナショナル・アンド・イングリッシュ・レヴューオブザーヴァー』（The National and English Review）の編集者であるジョン・グリッグ（John Grigg）および『ザ・ヨークシャー・ポスト』（The Yorkshire Post）の編集者であるサー・リントン・アンドリュース（Sir Lynton Andrews）は、スコット・ヘンダーソンの調査の結論にたいする不満足のために、内務大臣にあらたな調査を求める請願の代表団を結成した。
同年、事務弁護士マイケル・エダウズは、事件を調査し、本『The Man on Your Conscience』を書いたが、これはエヴァンスが殺人者であったはずがないと主張した。
テレヴィジョン・ジャーナリストであるルードーヴィック・ケネディの著書『Ten Rillington Place』は、エヴァンスが有罪と評決された1950年の公判で提出された警察の捜査と証拠を批判した。
これは、別の議会における議論を生んだが、いまだなお2回目の調査はない。
1965年、自由党の政治家である、ダーラム郡（County Durham）のダーリントン（Darlington）のハーバート・ウルフ（Herbert Wolfe）は、『The Northern Echo』の編集者であるハロルド・エヴァンス（Harold Evans）（関係は無い）と接触した。
彼とケネディは、ティモシー・エヴァンズ委員会（the Timothy Evans Committee）を結成した。
期間が延長された運動の結論は、内務大臣であるフランク・ソスキス（Frank Soskice）は、1965年から1966年の高等法院裁判官（High Court judge）であるサー・ダニエル・ブラビン（Sir Daniel Brabin）長としてあらたな調査を命じたというものであった。
ブラビンは、エヴァンスが妻を殺害したということと、彼は娘を殺害しなかったということは「そうでないよりも蓋然的である」（more probable than not）と考えた。
これは、エヴァンスの公判における検察側主張と反対であったが、これは両者の殺害が同一人物によって単一の事件として実行されたと考えた。
複数の犠牲者の複数の死体は、同一地でいっしょに見つけられ、絞扼で同じふうに殺害されていた。
不当な結論にもかかわらず、ブラビンの捜査は、証拠の破棄のような、エヴァンス事件のあいだじゅうの警察の不当行為を曝露した。
たとえば、ジェラルディンを絞殺するのに使用されたネク・タイはそれじたい、1953年のクリスティの犯罪の露顕の前に、警察によって破棄された。
破棄が記録されねばならなかった記録書そのものでさえ、警察によって破棄された。
きわめて重大な事件において、警察はすべての物的証拠および証拠書類を保存しておかなければならないから、この事件における証拠の移動は、不審の念を起こさせる。
多くの警察の供述は矛盾し、最初の殺人事件の鍵となる証人、とくにクリスティ家のひとびとの事情聴取の日付と時間に関しては混乱していた。
ブラビンは、徹底的に、どこでも可能であるところでは警察の証拠を提出したり、そして警察の（取調べちゅうのエヴァンスに対する暴力をふるうぞという脅迫のような）　たりしたし、そして彼は、エヴァンスによってなされたと主張される告白のうちいくつかのものの有効性についてケネディによってなされた主張には取り組まなかった。
彼は、リリントン・プレースの庭の捜索における警察の無能力を決して考慮しなかったし、法医学的な証拠の重要性の理解は浅かった。
調査は、事件から生じる多くの係争点を解決するにはほとんどなにもしなかったが、エヴァンスの、子を殺したという嫌疑を晴らすことによって、その後の諸事件においては決定的であった。
エヴァンスは、娘の殺害について有罪にされたにすぎなかったから、ソスキスの次の内務大臣であるロイ・ジェンキンス（Roy Jenkins）は、王による恩赦を勧告したが、それは1966年に与えられた。
1965年、エヴァンスの遺物は、ペントンヴィル刑務所（Pentonville Prison）から掘り出され、大ロンドンのレートンストーン（Leytonstone）のセント・パトリックス・ローマ・カトリック墓地 （St Patrick's Roman Catholic Cemetery）に再埋葬された。
エヴァンスの事件についての抗議は、英国における死刑の停止、それから廃止の一因となった。
2004年11月16日、ウェストレークは、エヴァンスの有罪判決を正式に破棄する控訴院（Court of Appeal）には彼の事件を付託しないという刑事事件再審査委員会（Criminal Cases Review Commission）による決定をくつがえすために高等法院（High Court）への上訴を始めた。
彼女は、エヴァンスの恩赦は、彼の娘の殺害の有罪判決を正式に抹消していないと主張したし、ブラビンの報告は、エヴァンスは十中八九、娘を殺害しなかったと結論づけたけれども、それは彼が無実であるとは断言しなかった。
報告はまた、エヴァンスは十中八九、妻を殺害したという、「潰滅的な」（devastating）結論をもふくんでいた。
事件を付託してほしいという要求は、2004年11月19日に、却下されたが、そのとき裁判官らは、エヴァンスは妻をも子をも殺害しなかったということを実際に容認したけれども、有罪判決を却下する代価は正当化されえないと言った。

## 事件の反響
エヴァンスは1966年に恩赦を受けたがいまだに事件全体の真相には謎が多く、くわえてクリスティもジェラルディン殺害を否認するなど真犯人は誰なのか議論が多い。しかしながら一応のところ冤罪と認定されているエヴァンスの死刑は、冤罪の噂が立ったハンラッティ事件とともに、イギリスでの死刑廃止論が起こるきっかけとなった。結果、イギリス政府は1965年に死刑執行を停止する5年間の時限立法を成立させ、1969年には死刑を廃止した。
また、この事件を題材として1970年にイギリスで映画『10番街の殺人』が公開、エヴァンス役をジョン・ハート、クリスティー役をリチャード・アッテンボローがそれぞれ演じている。
また映画『Pierrepoint』（あるいは『The Last Hangman』）（2005年）においてエヴァンス役をベン・マッケイが演じた。